# Бурт (Ајова)
Бурт (енгл. Burt) град је у америчкој савезној држави Ајова. По попису становништва из 2010. у њему је живело 533 становника.

## Демографија
Према попису становништва из 2010. у граду је живело 533 становника, што је -23 (-4.1%) становника више него 2000. године.
| Група             | 2000.       | 2010.       |
| Белци             | 551 (99,1%) | 517 (97,0%) |
| Афроамериканци    | 1 (0,2%)    | 1 (0,2%)    |
| Азијати           | 1 (0,2%)    | 0 (0,0%)    |
| Хиспаноамериканци | 3 (0,5%)    | 7 (1,3%)    |
| Укупно            | 556         | 533         |